# Германн Людвіг Бланкенбург
Германн Людвіг Бланкенбург (нар. 14 листопада 1876 Бад-Лангензальца — пом. 15 травня 1956 Везель) — німецький композитор та диригент. Автор більше тисячі маршових композицій, на піку популярності мав прізвисько «Король маршів» (нім. Marschkönig).

## Життєпис
Германн був єдиним сином серед трьох дітей Йоганна Генріха і Ернестіни Фредеріки Кох Бланкенбургів. По народженні отримав друге ім'я Луї, але пізніше змінив його на Людвіг, як припускають, на честь Бетховена. Мав перейняти від батька його власність разом з господарством, проте виявив схильність до музики, особливо до гри на піколо — його улюблений інструмент впродовж життя.
Родина Германна погодилась з його професійним вибором в обмін на обіцянку дванадцятирічної служби в армії. Бланкенбург самостійно опанував різні музичні інструменти, в тому числі фагот, тубу і скрипку, у віці десяти років очолював шкільний оркестр. Протягом 1896—1898 років перебував тубачем 6-го полку польової артилерії з дислокацією в Бреслау. Після цього до початку Першої світової війни перебував у складі резервістів. У 1913—1915 роках перебуває музикою у складі полку польової артилерії № 43 з дислокацією у Везелі, саме в цьому місті, по тому як був комісований за станом здоров'я, згодом провів переважну частину свого життя. Організував місцевий оркестр з котрим виступав у Дортмунді, Вупперталі і Дуйсбурзі. Протягом нетривалого часу працював поліцейським. У 1920 році одружився з Кеті Траутхофф та був заарештований за двоженство, оскільки 1898-го вже брав шлюб із Магдаленою Вайдманн.

## Творчість
Першу композицію склав у віці вісімнадцяти років, в 1904-му презентував її на конкурсі маршів від «Hawkes & Son». Композиція Германна, «Abschied дер Gladiatoren», у відборі з-поміж понад 500 та отримала перший приз та набула популярності, як і усі наступні з опублікованих згодом видавництвом «Boosey & Hawkes»: «Adlerflug», «Festjubel», «Territorial» та «Mein Regiment». У 1920—1930-х роках композитор досяг всеєвропейської популярності. Марші та музика Бланкенбурга входили до репертуару військових та духових оркестрів часу Третього Райху, зокрема після плебісциту Саару його «Deutsch ist die Saar» став гімном регіону.
Загалом Бланкенбург є автором близько 1200-т маршових композицій.

## Вибрані твори
- «Adlerflug»
- «Deutsch ist die Saar»
- «Germanentreue»
- «Gruss an Thüringen»
- «Klar zum Gefecht»
- «Frühlingskinder»
- «Treue Waffengefahrten»
- «Unter Kaisers Fahnen»